# 4090 Risehvezd
Risehvezd (asteroide 4090) é um asteroide da cintura principal, a 1,864388 UA. Possui uma excentricidade de 0,2091008 e um período orbital de 1 321,96 dias (3,62 anos).
Risehvezd tem uma velocidade orbital média de 19,39925935 km/s e uma inclinação de 1,32607º.
Este asteroide foi descoberto em 2 de Setembro de 1986 por Antonín Mrkos.